# Corfbol
El corfbol (IPA: [ˌkɔrvˈbɔɫ]) o korfbal és un esport d'equip jugat entre dos equips que cerquen introduir una pilota dins d'una cistella de color groc. Els equips són mixts, formats per quatre homes i quatre dones, i l'àrea de joc es divideix entre les zones d'atac i defensa. El corfbol, tot i que pot mantenir certes similituds amb el bàsquet, de fet es considera una evolució del ringboll suec i n'està influenciat.
El corfbol es basa en els principis de la cooperació, la no-violència, la no especialització, l'habilitat i la coeducació. És un dels exemples més clars de les possibilitats d'evitar la segregació per sexes a l'esport.

## Història

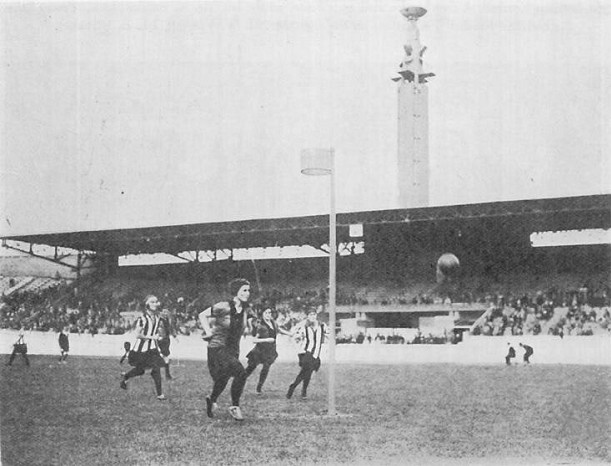
Partit de korfbal als Jocs Olímpics de 1928

Nico Broekhuysen (Amsterdam, Països Baixos 1876 - 1958), un mestre d'Amsterdam, és considerat el fundador d'aquest esport després d'un viatge a Suècia a l'estiu per dur a terme un seminari sobre educació física. Allà va conèixer un esport anomenat Ringboll en el qual homes i dones jugaven junts. L'objectiu d'aquest esport era el d'aconseguir un punt llençant una pilota per una anella fixada a un pal de 3 metres d'alçada. En tornar als Països Baixos, va canviar algunes normes i va establir el primer reglament d′aquest esport l'any 1902. Els països on tradicionalment s'ha practicat més són Bèlgica i els Països Baixos, països que copen les dues primeres posicions de tots els campionats del món absoluts que s'han disputat fins a dia d'avui.
És un esport reconegut pel Comitè Olímpic Internacional (COI) tot i que no forma part del programa olímpic. Va ser esport de demostració durant els Jocs Olímpics de 1920 i 1928, celebrats a Anvers i Amsterdam respectivament. L'acceptació internacional aniria a poc a poc fins després de la II Guerra Mundial.
En l'actualitat, el corfbol es practica activament arreu del món: des d'Austràlia fins a la Gran Bretanya, des de l'Índia fins a Israel i des de Taiwan fins als Estats Units. Darrerament la Federació Internacional de Korfbal (IKF) està mostrant un gran interès a potenciar també els països de l'Est d'Europa, amb l'objectiu d'estendre la pràctica d'aquest esport a totes les zones del món. La Federació Internacional compta amb 59 federacions nacionals afiliades.

## Normes
Aquestes són les regles més importants i característiques del corfbol:

### Pista

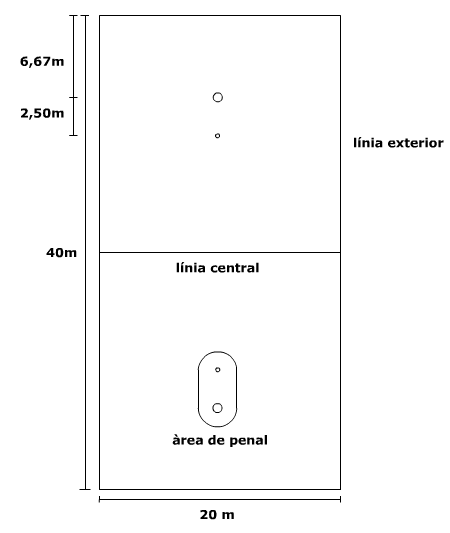
Diagrama d'una pista de corfbol indoor.

La pista de corfbol és la superfície on es desenvolupa el joc. Les pistes interiors acostumen a ser de parquet i les exteriors de ciment, asfalt, terra o gespa. És una pista simètrica, i les mides varien segons sigui aquesta interior o exterior. A Catalunya, tots els partits de les competicions oficials es disputen amb les dimensions de la pista coberta, un camp rectangular de 40 x 20 metres, dividida en dues zones iguals per una línia central. Una meitat serà la zona d'atac i l'altra la de defensa. A cada camp trobem una cistella.
Al korfbal platja, tant les dimensions de la pista com el reglament varien substancialment.

### Els equips
Un equip de korfbal el componen dos "quadres". Un quadre està format per quatre jugadors, obligatòriament dos homes i dues dones. Per tant, a cada equip de korfbal hi juguen vuit jugadors: quatre de cada sexe. A cada meitat de camp se situarà un quadre de cada equip, un quadre atacarà i l'altre defensarà. Durant el partit, cada dues cistelles els jugadors canviaran de costat de la pista, canviant així la seva funció també (els atacants passen a ser defensors i a l'inrevés).

### La cistella
La cistella (o korf) està situada a 6,67 metres de la línia de fons de la pista, és a dir, a un terç de la línia de fons. L'alçada de la cistella és de 3,5 metres (a les categories de formació l'alçada és menor). Tradicionalment, s'ha fet servir cistelles de vímet, però des de l'any 2005 les cistelles reglamentàries són sintètiques.
Una cistella des de qualsevol punt de la pista de corfbol val un punt, sempre que el llançament es faci des del quadre d'atac.

### Com jugar-hi
Els partits es divideixen en dues parts de 30 minuts, amb un descans de 10.
En atac, els quatre atacants es poden anar passant la pilota amb l'únic impediment que no poden desplaçar-se amb ella. Amb la pilota a les mans es permet pivotar. L'objectiu és aconseguir desmarcar-se per fer una cistella.
En defensa, s'ha d'impedir el llançament dels jugadors de l'equip rival. Només es poden defensar jugadors del mateix sexe, i mai en superioritat numèrica (un atacant només pot ser defensat per un defensor). No es pot treure la pilota de les mans, només es pot interceptar.

#### Defensat

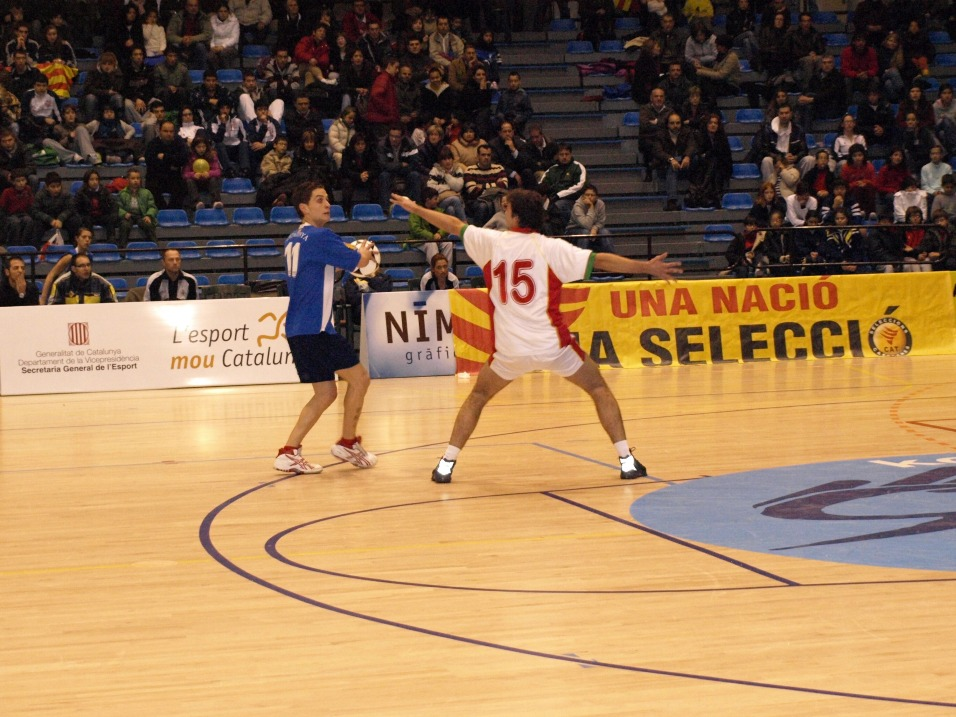
Acció de defensat

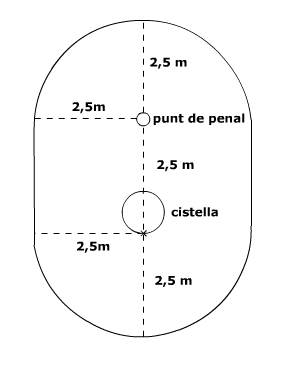
Diagrama de l'àrea de penal al corfbol.

El defensat és una de les posicions més característiques d'aquest esport. Consisteix en el fet que un defensor amb el braç estès se situa davant d'un atacant amb possessió de pilota; aquest atacant està "defensat" quan es compleixen les següents condicions:
- el defensor és del mateix sexe,
- es troba a la distància d'un braç i mirant l'atacant,
- intenta bloquejar el llançament,
- es troba més a prop del korf que l'atacant.

### Penal
El llançament de penal és la sanció màxima, i consisteix en un llançament directe a cistella des del punt de penal. El punt de penal està a 2,5 metres de la cistella. Al voltant de la cistella i del punt de penal hi ha una àrea que les envolta, la qual no es pot traspassar per cap defensor ni cap atacant durant un llançament de penal.

## Corfbol platja
El corfbol platja és una variant del corfbol jugada a la sorra de la platja. Aquest tipus de competicions es disputen seguint el reglament oficial establert per la Federació Internacional de Korfbal:
- El Korfbal platja es juga en un camp de mida 8 x 16 metres, amb dues cistelles, cada una a 3 metres de la línia de fons.
- Cada equip consta de quatre jugadors, dos homes i dues dones. No obstant això, durant el partit, només tres membres de l'equip estaran presents al camp.
- Un partit consta de quatre quarts de cada 2 minuts, sense possibilitats de fer canvis. L'estructura dels equips a cada quart és:
  - 1r quart: dues dones i un home
  - 2n quart: una dona i dos homes.
  - 3r quart: dues dones i un home
  - 4t quart: una dona i dos homes.
- Un free-pass serà castigat amb un tir lliure des de la part posterior o lateral.
- En el cas que l'àrbitre ha xiulat un free-pass però tot i així l'atacant anota, la cistella serà comptabilitzada i a més, l'equip té dret de llançar un free-pass addicional.
- No existeix la norma del defensat.